# Нижня Баварія
Нижня Баварія (нім. Niederbayern) — один з семи округів та адміністративних округів Баварії, що знаходиться на сході держави.
- Столиця: Ландсгут

Округ розділено на три області ("Planungsverband")— Ландсгут, Пассау і Дунайвальд.
У цій частині Баварії розташовано Баварські ліси. Вони є досить відомими і мають чарівні краєвиди.